# Vireolanius leucotis
Vireolanius leucotis là một loài chim trong họ Vireonidae.